# 梶尾舞
梶尾 舞（かじお まい、1992年4月19日 - ）は、日本の女優。東京都府中市出身。血液型A型。元シーアンドティー（キャロット）に所属。

## 人物・略歴
- 身長165cm B89、W67、H90。
- 以前は吉本興業に所属していた。

## 出演

### テレビドラマ
- 3年B組金八先生（TBS） - 安藤みゆき 役
  - 第8シリーズ（2007年10月11日 - 2008年3月20日）
  - 3年B組金八先生ファイナル〜『最後の贈る言葉』（2011年3月27日）
- 土曜ワイド劇場『棟居刑事の黙示録4』（2009年11月21日、テレビ朝日）- 真貴枝の取り巻き 役

### 映画
- YOSHIMOTO DIRECTOR'S 100 〜100人が映画撮りました〜ハリセンボン監督作品『女優 美沙』
- YOSHIMOTO DIRECTOR'S 100 〜100人が映画撮りました〜友近監督作品『Whisper〜だから彼女はささやいた〜』

| スタブアイコン | サブスタブ | この項目は、まだ閲覧者の調べものの参照としては役立たない、俳優（男優・女優）に関連した書きかけの項目です。この項目を加筆・訂正などしてくださる協力者を求めています（P:映画/PJ芸能人）。 |